# Самюъл Дилейни
Самюъл Рей Дилейни (на английски: Samuel Ray Delany) е американски писател.

## Биография и творчество
Самюъл Рей Дилейни е една от най-влиятелните и противоречиви личности в жанра научна фантастика. Първият му роман – „The Jewels of Aptor“, е издаден, когато авторът е едва на 20 години. В него, както и в следващите му творби – трилогията „The Fall of the Towers“ – си проличава оригиналният стил на Дилейни, смесващ повлияно от митологията и поезията писане с техники от мейнстрийм литературата.
Авторът е четирикратен лауреат на наградата Небюла (получава и четирите статуетки, преди да навърши 27 години, а първата от тях – едва 23-годишен, с което става най-младият носител на Небюла): за романите „Вавилон-17“ и „Сечението на Айнщайн“, за разказа „Да, и Гомор…“ и новелата „Времето, разглеждано като спирала от полускъпоценни камъни“. Последното произведение е носител и на награда Хюго. По тематика ранният Дилейни е причисляван към писателите от Новата вълна, заедно с Харлан Елисън, Роджър Зелазни и Норман Спинрад. Той е професионален критик и изкарва 11 години в преподаване на своята дисциплина в Масачузетския университет. От 2001 г. преподава литература и творческо писане в Университета Темпъл.
Най-известното произведение на Дилейни е експерименталният роман Dhalgren, публикуван през 1975 г. и продал над един милион екземпляра само в САЩ. Книгата предизвиква бурни дискусии сред останалите фантасти, заради авангардния стил и откровените и подробни описания на сцени със секс и насилие. Теодор Стърджън определя книгата като „най-голямото постижение на научната фантастика“, а Филип К. Дик я нарича „боклук“ в едно интервю. Основни теми на романа са контракултурата, творецът, сексуалност, пол, раса, природата на реалността, лудостта, писането. Dhalgren е бил обект на множество интерпретации и опити да бъде поставен в рамките на един или друг жанр. В резултат на това днес е определян ту като постапокалиптична фантастика, ту като магически реализъм (както излиза в Германия), ту като постмодерен роман. Dhalgren е номиниран за Небюла и е включен в почти всички списъци за най-добри произведения във фантастиката и няколко за най-добри произведения на съвременната американска литература. Оказва силно влияние върху течението киберпънк. През 1996 г. Уилям Гибсън написва предговор-есе за едно от последните издания на книгата.
Сред останалите творби на автора централни са и двата му последни научнофантастични романа – Triton от 1976 г. (публикуван през 1996 г. с пълното си заглавие, Trouble on Triton: An Ambiguous Heterotopia), номиниран за Небюла, и Stars In My Pocket Like Grains Of Sand от 1984 г. (първата половина на диптих, чиято втора част – The Splendor and Misery of Bodies, of Cities – остава ненаписана и до днес), номиниран за наградата Артър Кларк.
Между 1978 и 1987 г. Самюъл Дилейни създава фентъзи цикъла Return to Neveryon, който се състои от 4 книги. Той посвещава десетилетие на проекта, считан за едно от големите му постижения. Четирите тома смесват креативен с критически и автобиографичен текст в сложна структура, в рамките на която модерното общество е разгледано през призмата на едно вървящо към цивилизацията примитивно общество. Дилейни изследва така създадения модел в два аспекта – икономически и психологически (потоците на капитала и потоците на желанието), като за анализите си използва инструментите на съвременните философия (основно семиотика), психоанализа, математика, лингвистика, литературознание и урбанистика. Макар и предизвикателни като стил и съдържание, историите от Return to Neveryon имат сравнително голям комерсиален успех: първите два тома се продават в по няколкостотин хиляди копия всеки. Третият том, Flight From Neveryon, съдържа повестта „The Tale of Plagues and Carnivals“ – първото публикувано художествено произведение, чиято основна тема е болестта СПИН. Сложният стил и радикалните идеи в последните два тома довеждат до отдръпване на почитателите на класическото фентъзи от поредицата на Дилейни. Някои книжарници в САЩ отказват да продават книгите (заедно с произведенията на други автори, като Танит Лий и Барбара Хамбли), заради разглеждането на скандални за онова време теми като хомосексуализъм и BDSM. В резултат на това последният том – Return to Neveryon – излиза под друго заглавие (The Bridge of Lost Desire), за да се избегнат асоциациите със „замърсената“ поредица. Днес и четирите книги са в печат, издадени от университетското издателство „Wesleyan“ с оригиналните си заглавия и пълно съдържание.
Return to Neveryon остава един от централните епоси в модерното американско фентъзи и, според Джон Клът, все още оказва „тихото си влияние“ върху жанра. То е най-видимо в произведенията на повечето автори от течението New Weird.
Return to Neveryon оставя своята следа и в академичните среди. Фредерик Джеймисън го определя като „невъзможно за класифициране голямо постижение на американската литература“; Умберто Еко нарича Дилейни „създател на нов стил“, а Дона Харауей сочи текстовете като вдъхновение за написването на своя A Cyborg Manifesto.
Произведенията са номинирани за редица престижни награди, сред които Небюла, Прометей и National Book Award.
След завършването на този проект Дилейни се оттегля от писането на фантастична литература (макар че продължава да пише за нея). За последните 20 години издава само един нов роман (The Mad Man, 1994), публикува две написани по-рано произведения (They Fly at Ciron, 1993, и превърналия се в култов роман още преди излизането си през 1995 г. Hogg), и четири повести. Останалите книги, които излизат изпод перото му в този период, са автобиографични или в областта на модерните философия, литературознание и куиър науки. Автор е и на редица есета, критикуващи несериозното изследване на СПИН и разпространението му в Америка. Най-известното от тях е Times Square Red, Times Square Blue от 1999 г.
Самюъл Дилейни е носител на почетни титли от няколко американски университета, The Kessler Award, The William Whitehead Memorial Award, наградите Небюла (4 пъти), Хюго (2 пъти), Pilgrim (за цялостен принос към изследването на научната фантастика), награда за цялостен принос от Dark Room, Харвардски университет. През 2002 г. е включен в Залата на славата на научната фантастика.

## Произведения

### Романи
- The Jewels of Aptor (1962) („Съкровището на Аптор“; изд. „Галактика“, 1994)
- Out of the Dead City (1963)
- The Towers of Toron (1964)
- City of a Thousand Suns (1965)
- The Ballad of Beta-2 (повест) (1965)
- Empire Star (повест) (1966)
- Babel-17 (1966) („Вавилон-17“; изд. „Камея“, 1996; заедно с новелата „Времето, разглеждано като спирала от полу-скъпоценни камъни“)
- The Einstein Intersection (1967) („Сечението на Айнщайн“; изд. „Камея“, 1997; заедно с разказа „Да, и Гомор...“)
- Nova (1968) („Свръхнова“, изд. „Плеяда“, 1993)
- Equinox (1973; написан 1968)
- Dhalgren (1975)
- Trouble on Triton: An Ambiguous Heterotopia (1976)
- Stars In My Pocket Like Grains Of Sand (1984)
- They Fly at Ciron (1993; разширение на разказ от началото на ‘60-те)
- The Mad Man (1994)
- Hogg (1995; написан 1969)
- Phallos (повест) (2004)
- Dark Reflections (ще бъде публикуван през 2007)

### Цикъл Return to Neveryon
- Tales of Neveryon (повести) (1978)
- Neveryona, or: The Tale of Signs and Cities (роман) (1983)
- Flight From Neveryon (повести) (1985)
- Return to Neveryon (The Bridge of Lost Desire) (повести) (1987)

### Сборници
- Driftglass (1971)
- Distant Stars (1981)
- Atlantis: Three Tales (1995)
- Aye, and Gomorrah (2003)

### Критика
- The Jewel-hinged Jaw: Notes on the Language of Science Fiction (1977)
- The American Shore (1978)
- Starboard Wine: More Notes on the Language of Science Fiction (1984)
- The Straits of Messina (1989)
- Silent Interviews (1995)
- Longer Views: The Extended Essays (1996)
- Shorter Views: Queer Thoughts & The Politics of the Paraliterary (1999)
- About Writing (2005)

### Мемоари
- Heavenly Breakfast: An Essay on the Winter of Love (1979)
- The Motion of Light in Water: Sex and Science Fiction Writing in the East Village (1988)
- Times Square Red, Times Square Blue (1999)
- Bread & Wine (1999)
- 1984: Selected Letters (2000)

#### От Дилейни
- Биография на Дилейни, написана от самия него под псевдонима К. Лезли Стейнър ((en))
- Списък на печатните грешки в романите на Дилейни, проверени от самия него ((en))